# Samsung Galaxy On5
Samsung Galaxy On5 - это Android смартфон производства Samsung Electronics. Он был анонсирован в октябре 2015 года и выпущен в ноябре 2015 года.. Он оснащен 32-битным Exynos 3475 Quad SoC и 1,5 ГБ оперативной памяти..

## Спецификации

### Оборудование
Телефон оснащен чипсетом Exynos 3475 Quad, включающим четырехъядерный 1,3 ГГц процессор Cortex-A7, GPU Mali-T720 и 1,5 ГБ RAM, с 8 ГБ встроенной памяти и аккумулятором на 2600 mAh. Samsung Galaxy On5 оснащен 5-дюймовым емкостным сенсорным TFT-экраном, дисплеем с 16 М цветов..

### Программное обеспечение
На этот телефон был официально выпущен с Android 6.0.1 Marshmallow по состоянию на 24 марта 2017 года..

### Камера
Galaxy On5 оснащен 8 мегапикселей тыловой камерой со светодиодной вспышкой, диафрагмой f/2.2, автофокусом и имеет фронтальную 5 мегапикселей 85-градусной (85°) широкоугольной камерой, которая может расширяться до 120-градусной (120°).